# Турралабіт
Турралабіт (кат. Torrelavit) - муніципалітет, розташований в Автономній області Каталонія, в Іспанії. Знаходиться у районі (кумарці) Ал Панадес провінції Барселона, згідно з новою адміністративною реформою перебуватиме у складі Баґарії (округи) Барселона.

## Населення
Населення міста (у 2007 р.) становить 1.275 осіб (з них менше 14 років - 10,5%, від 15 до 64 - 68,9%, понад 65 років - 20,6%). У 2006 р. народжуваність склала 9 осіб, смертність - 7 осіб, зареєстровано 4 шлюби. У 2001 р. активне населення становило 513 осіб, з них безробітних - 21 особа.

Серед осіб, які проживали на території міста у 2001 р., 982 народилися в Каталонії (з них 723 особи у тому самому районі, або кумарці), 111 осіб приїхало з інших областей Іспанії, а 30 осіб приїхало з-за кордону. 

Університетську освіту має 7,5% усього населення. 

У 2001 р. нараховувалося 377 домогосподарств (з них 17,2% складалися з однієї особи, 24,7% з двох осіб,23,3% з 3 осіб, 20,2% з 4 осіб, 9% з 5 осіб, 4% з 6 осіб, 1,1% з 7 осіб, 0,5% з 8 осіб і 0% з 9 і більше осіб).

Активне населення міста у 2001 р. працювало у таких сферах діяльності : у сільському господарстві - 8,3%, у промисловості - 44,5%, на будівництві - 10,6% і у сфері обслуговування - 36,6%. 

 У муніципалітеті або у власному районі (кумарці) працює 583 особи, поза районом - 294 особи.

### Безробіття
У 2007 р. нараховувалося 32 безробітних (у 2006 р. - 39 безробітних), з них чоловіки становили 37,5%, а жінки - 62,5%.

## Економіка

### Підприємства міста

#### Промислові підприємства
| \| Промислові підприємства міста, за сферою діяльності \| Промислові підприємства міста, за сферою діяльності \| Промислові підприємства міста, за сферою діяльності \| \| Рік \| 2002 р. \| 2001 р. \| \| --------------------------------------------------- \| --------------------------------------------------- \| --------------------------------------------------- \| \| Енергетичні та водні ресурси \| 3,2% \| 0% \| \| Хімія та метали \| 3,2% \| 3,1% \| \| Переробка металів \| 6,5% \| 6,2% \| \| Продукти харчування \| 45,2% \| 43,8% \| \| Текстиль \| 6,5% \| 6,2% \| \| Виробництво меблів, видання \| 35,5% \| 40,6% \| \| Інше \| 0% \| 0% \| \| Усього підприємств \| 31 \| 32 \| |         |         |
| Промислові підприємства міста, за сферою діяльності |         |         |
| Рік | 2002 р. | 2001 р. |
| Енергетичні та водні ресурси | 3,2%    | 0%      |
| Хімія та метали | 3,2%    | 3,1%    |
| Переробка металів | 6,5%    | 6,2%    |
| Продукти харчування | 45,2%   | 43,8%   |
| Текстиль | 6,5%    | 6,2%    |
| Виробництво меблів, видання | 35,5%   | 40,6%   |
| Інше | 0%      | 0%      |
| Усього підприємств | 31      | 32      |

#### Роздрібна торгівля
| \| Підприємства роздрібної торгівлі міста, за сферою діяльності \| Підприємства роздрібної торгівлі міста, за сферою діяльності \| Підприємства роздрібної торгівлі міста, за сферою діяльності \| \| Рік \| 2002 р. \| 2001 р. \| \| ------------------------------------------------------------ \| ------------------------------------------------------------ \| ------------------------------------------------------------ \| \| Продукти харчування \| 61,5% \| 61,5% \| \| Одяг та взуття \| 7,7% \| 7,7% \| \| Товари для дому \| 0% \| 0% \| \| Книги та періодичні видання \| 0% \| 0% \| \| Промислова хімічна продукція \| 15,4% \| 15,4% \| \| Продукція, пов'язана з транспортними засобами \| 0% \| 0% \| \| Інше \| 15,4% \| 15,4% \| \| Усього підприємств \| 13 \| 13 \| |         |         |
| Підприємства роздрібної торгівлі міста, за сферою діяльності |         |         |
| Рік | 2002 р. | 2001 р. |
| Продукти харчування | 61,5%   | 61,5%   |
| Одяг та взуття | 7,7%    | 7,7%    |
| Товари для дому | 0%      | 0%      |
| Книги та періодичні видання | 0%      | 0%      |
| Промислова хімічна продукція | 15,4%   | 15,4%   |
| Продукція, пов'язана з транспортними засобами | 0%      | 0%      |
| Інше | 15,4%   | 15,4%   |
| Усього підприємств | 13      | 13      |

#### Сфера послуг
| \| Підприємства міста, що працюють у сфері послуг, за діяльністю \| Підприємства міста, що працюють у сфері послуг, за діяльністю \| Підприємства міста, що працюють у сфері послуг, за діяльністю \| \| Рік \| 2002 р. \| 2001 р. \| \| ------------------------------------------------------------- \| ------------------------------------------------------------- \| ------------------------------------------------------------- \| \| Гуртова торгівля \| 24,1% \| 21,4% \| \| Готелі та готельний бізнес \| 10,3% \| 7,1% \| \| Транспорт та зв'язок \| 13,8% \| 17,9% \| \| Посередницькі фінансові послуги \| 3,4% \| 3,6% \| \| Послуги підприємствам \| 0% \| 0% \| \| Послуги фізичним особам \| 31% \| 32,1% \| \| Нерухомість та ін. \| 17,2% \| 17,9% \| \| Усього підприємств \| 29 \| 28 \| |         |         |
| Підприємства міста, що працюють у сфері послуг, за діяльністю |         |         |
| Рік | 2002 р. | 2001 р. |
| Гуртова торгівля | 24,1%   | 21,4%   |
| Готелі та готельний бізнес | 10,3%   | 7,1%    |
| Транспорт та зв'язок | 13,8%   | 17,9%   |
| Посередницькі фінансові послуги | 3,4%    | 3,6%    |
| Послуги підприємствам | 0%      | 0%      |
| Послуги фізичним особам | 31%     | 32,1%   |
| Нерухомість та ін. | 17,2%   | 17,9%   |
| Усього підприємств | 29      | 28      |

## Житловий фонд
У 2001 р. 2,1% усіх родин (домогосподарств) мали житло метражем до 59 м2, 20,4% - від 60 до 89 м2, 38,7% - від 90 до 119 м2 і
38,7% - понад 120 м2.

З усіх будівель у 2001 р. 11,8% було одноповерховими, 74,5% - двоповерховими, 13,1
% - триповерховими, 0,6% - чотириповерховими, 0% - п'ятиповерховими, 0% - шестиповерховими,
0% - семиповерховими, 0% - з вісьмома та більше поверхами.

## Автопарк
| \| Автомобілі, зареєстровані у місті, за призначенням \| Автомобілі, зареєстровані у місті, за призначенням \| Автомобілі, зареєстровані у місті, за призначенням \| \| Рік \| 2006 р. \| 2005 р. \| \| -------------------------------------------------- \| -------------------------------------------------- \| -------------------------------------------------- \| \| Приватні автомобілі \| 56,9% \| 59,1% \| \| Мотоцикли \| 10,5% \| 9,5% \| \| Вантажівки \| 22,9% \| 22,3% \| \| Трактори \| 0,2% \| 0,3% \| \| Автобуси та ін. \| 9,6% \| 8,8% \| \| Усього автомобілів \| 1.220 шт. \| 1.150 шт. \| |           |           |
| Автомобілі, зареєстровані у місті, за призначенням |           |           |
| Рік | 2006 р.   | 2005 р.   |
| Приватні автомобілі | 56,9%     | 59,1%     |
| Мотоцикли | 10,5%     | 9,5%      |
| Вантажівки | 22,9%     | 22,3%     |
| Трактори | 0,2%      | 0,3%      |
| Автобуси та ін. | 9,6%      | 8,8%      |
| Усього автомобілів | 1.220 шт. | 1.150 шт. |

## Вживання каталанської мови
У 2001 р. каталанську мову у місті розуміли 98,2% усього населення (у 1996 р. - 97,8%), вміли говорити нею 91,9% (у 1996 р. - 
92,2%), вміли читати 90% (у 1996 р. - 87,4%), вміли писати 62,5
% (у 1996 р. - 53,6%). Не розуміли каталанської мови 1,8%.

## Політичні уподобання
У виборах до Парламенту Каталонії у 2006 р. взяло участь 696 осіб (у 2003 р. - 750 осіб). Голоси за політичні сили розподілилися таким чином:
| \| Вибори до Парламенту Каталонії \| Вибори до Парламенту Каталонії \| Вибори до Парламенту Каталонії \| \| Рік \| 2006 р. \| 2003 р. \| \| -------------------------------------- \| ------------------------------ \| ------------------------------ \| \| Конвергенція та Єднання (CiU) \| 46,1% \| 51,3% \| \| Соціалістична партія Каталонії (PSC) \| 17,1% \| 17,3% \| \| Народна партія (PP) \| 3,9% \| 3,3% \| \| Ініціатива за зелену Каталонію (IC) \| 9,5% \| 3,6% \| \| Республіканська лівиця Каталонії (ERC) \| 22,4% \| 23,7% \| \| Громадянська партія (C's) \| 0% \| 0% \| \| Інші \| 1% \| 0,7% \| |         |         |
| Вибори до Парламенту Каталонії |         |         |
| Рік | 2006 р. | 2003 р. |
| Конвергенція та Єднання (CiU) | 46,1%   | 51,3%   |
| Соціалістична партія Каталонії (PSC) | 17,1%   | 17,3%   |
| Народна партія (PP) | 3,9%    | 3,3%    |
| Ініціатива за зелену Каталонію (IC) | 9,5%    | 3,6%    |
| Республіканська лівиця Каталонії (ERC) | 22,4%   | 23,7%   |
| Громадянська партія (C's) | 0%      | 0%      |
| Інші | 1%      | 0,7%    |

У муніципальних виборах у 2007 р. взяло участь 757 осіб (у 2003 р. - 748 осіб). Голоси за політичні сили розподілилися таким чином:
| \| Муніципальні вибори \| Муніципальні вибори \| Муніципальні вибори \| \| Рік \| 2007 р. \| 2003 р. \| \| -------------------------------------- \| ------------------- \| ------------------- \| \| Конвергенція та Єднання (CiU) \| 51,7% \| 70,6% \| \| Соціалістична партія Каталонії (PSC) \| 27,1% \| 29,4% \| \| Народна партія (PP) \| 1,3% \| 0% \| \| Ініціатива за зелену Каталонію (IC) \| 0% \| 0% \| \| Республіканська лівиця Каталонії (ERC) \| 19,9% \| 0% \| \| Громадянська партія (C's) \| 0% \| 0% \| \| Інші \| 0% \| 0% \| |         |         |
| Муніципальні вибори |         |         |
| Рік | 2007 р. | 2003 р. |
| Конвергенція та Єднання (CiU) | 51,7%   | 70,6%   |
| Соціалістична партія Каталонії (PSC) | 27,1%   | 29,4%   |
| Народна партія (PP) | 1,3%    | 0%      |
| Ініціатива за зелену Каталонію (IC) | 0%      | 0%      |
| Республіканська лівиця Каталонії (ERC) | 19,9%   | 0%      |
| Громадянська партія (C's) | 0%      | 0%      |
| Інші | 0%      | 0%      |